# Liste von Brennstoffzellenautos in Serienproduktion

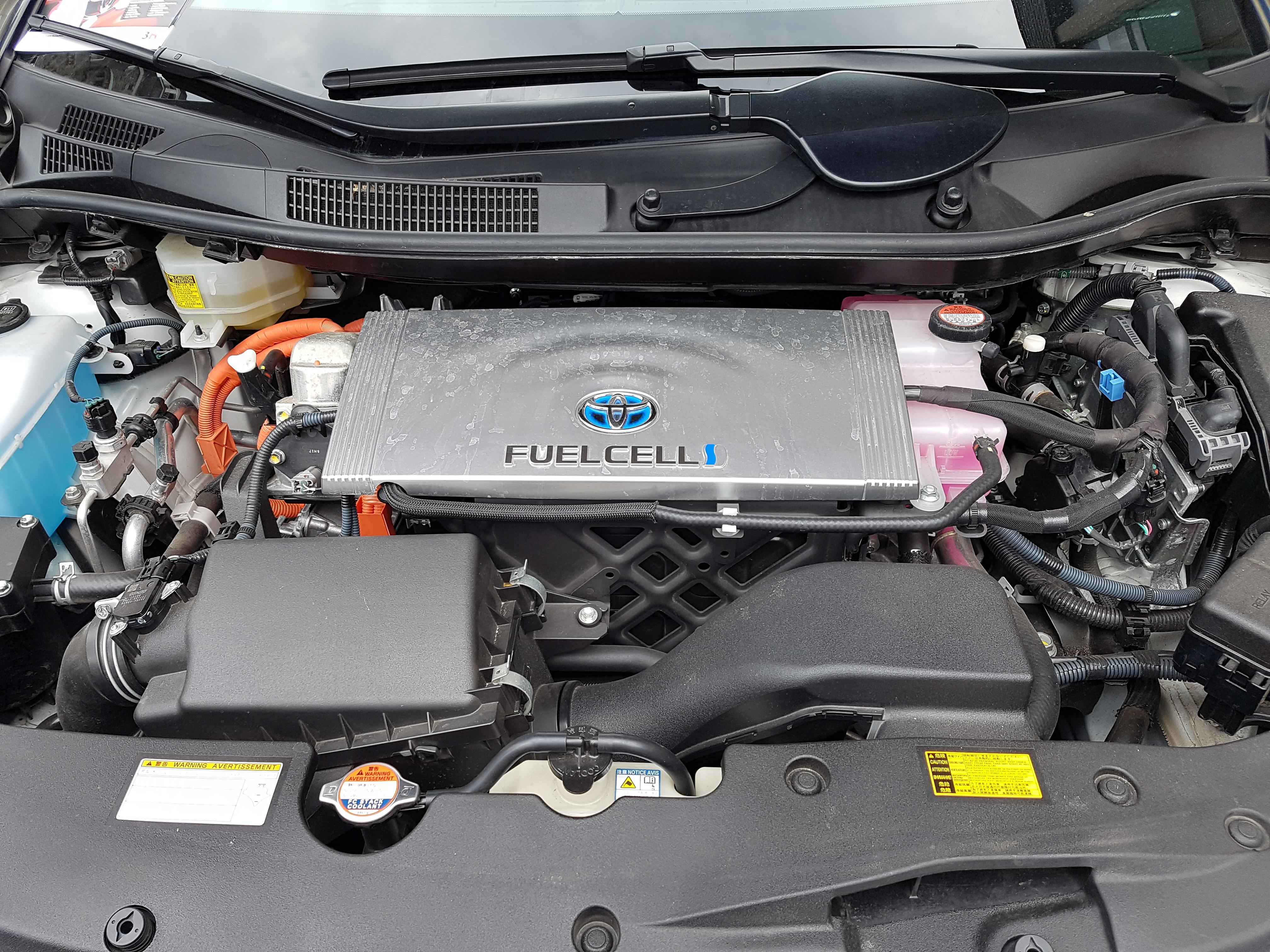
Motorraum des Toyota Mirai

Die Liste von Brennstoffzellenautos in Serienproduktion soll alle Autos mit Brennstoffzelle aufführen, die in Serienproduktion gefertigt und zugleich entweder im Eigenvertrieb des Herstellers oder im Handel für Endkunden käuflich zugänglich sind oder waren.

## Brennstoffzellenautos in Serienproduktion
Diese Tabelle führt Brennstoffzellen-Pkw auf, die gegenwärtig in Serie gefertigt werden und im Handel erhältlich sind oder deren Markteinführung in Kürze geplant ist.
| Modell          | Markteinführung | Reichweite (km). | Vmax (km/h) | kW (PS)   | Beschleun. 0 auf 100 km/h (s) | Maximales Drehmoment [Nm] | Verbrauch (H2) kombiniert in kg/100 km | Tankinhalt in kg | jährliche Produktion (Stand)                   | Bemerkungen                                                                               |
| --------------- | --------------- | ---------------- | ----------- | --------- | ----------------------------- | ------------------------- | -------------------------------------- | ---------------- | ---------------------------------------------- | ----------------------------------------------------------------------------------------- |
| Hyundai Nexo    | 2018            | 566              | 179         | 120 (163) | 9,5                           | 395                       | 0,84                                   | 6,33             | 6.300 im Jahr 2019 13.000 im Jahr 2020 geplant | Löste den Hyundai ix35 FCEV 2018 ab.                                                      |
| Toyota Mirai II | ab 2020         | 650              | 175         | 130 (182) | 9,2                           | 300                       | 0,89-0,79                              | 5,6              | geplant 30.000                                 | Produktionsstart November 2020, er verfügt über 5 Sitze statt 4 wie beim Vorgängermodell. |

## Ehemalige Brennstoffzellenautos in Serienproduktion
Diese Tabelle führt Brennstoffzellen-Pkw auf, die früher in Serie gefertigt wurden, deren Produktion aber eingestellt wurde.
| Modell                     | Produktion                  | Reichweite (km).       | Vmax (km/h) | kW (PS)   | Beschleun. 0 auf 100 km/h (s) | Maximales Drehmoment [Nm] | Verbrauch (H2) kombiniert in kg/100 km | Tankinhalt in kg            | jährliche Produktion (Stand)                   | Bemerkungen |
| -------------------------- | --------------------------- | ---------------------- | ----------- | --------- | ----------------------------- | ------------------------- | -------------------------------------- | --------------------------- | ---------------------------------------------- | --- |
| Honda FCX Clarity          | 2008 (1. Generation) – 2016 | 650                    | 165         | 44 (60)   | 9                             | 256                       | 0,87                                   | 1,78/2,09                   | ganze Bauzeit unter 100                        | War nur in Japan und Kalifornien erhältlich. Wurde 2016 vom Honda Clarity Fuel Cell abgelöst. |
| Hyundai ix35 FCEV          | 2013–2018                   | 594                    | 160         | 100 (136) | 12,5                          | 300                       | 0,95                                   | 5,64                        | ganze Bauzeit unter 1.000                      | Wurde 2018 vom Hyundai Nexo abgelöst. |
| Renault Kangoo Z.E. H2     | 2017                        | 290                    | 130         | 44 (60)   |                               |                           | 0,87                                   | 1,78/2,09                   | 2018: über 250 in Europa 2019 (Juni): etwa 300 | |
| Mercedes-Benz GLC F-Cell   | Dezember 2018–2020          | 437 plus 49 (Batterie) | 160         | 147 (200) |                               | 350                       | 0,97 (19 kWh elektrisch)               | 4,4 plus 9,3 kWh (Batterie) |                                                | Am 21. April 2020 wurde bekannt, dass die Produktion des F-Cell eingestellt wird und keine weiteren Fahrzeuge auf der Basis der Brennstoffzelle geplant sind.                                                              |
| StreetScooter H2 Panel Van | 2020                        | 500                    | 120         | 122 (166) |                               |                           |                                        | 6                           |                                                | Die Produktion des Streetscooters wurde 2020 eingestellt. |
| Toyota Mirai               | 2014–2020                   | 500                    | 175         | 114 (155) | 9,6                           | 335                       | 0,76                                   | 5                           | ca. 3.300 (2017)                               | bis 09/2019 wurden 10.000 Einheiten produziert, etwa 2.000 pro Jahr. Wurde Ende 2020 vom Toyota Mirai II abgelöst. |
| Honda Clarity Fuel Cell    | 2016 (2. Generation) – 2021 | 576                    | 165         | 130 (176) | 9                             | 300                       | 0,77                                   | 5                           | für USA: 2017: 431 2018: 624                   | Löste 2016 den Honda FCX Clarity ab. Ist nur in Japan und Kalifornien erhältlich. Im Juli 2021 kündigte Honda die Einstellung der Produktion an, nachdem gesamt seit 2008 nur ca. 1.900 Fahrzeuge verkauft werden konnten. |